# Francisco Rueda
Francisco Rueda är en ort i Mexiko.   Den ligger i kommunen Huimanguillo och delstaten Tabasco, i den sydöstra delen av landet, 600 km öster om huvudstaden Mexico City. Francisco Rueda ligger 15 meter över havet och antalet invånare är 1 499.
Terrängen runt Francisco Rueda är mycket platt. Runt Francisco Rueda är det ganska glesbefolkat, med 43 invånare per kvadratkilometer. Närmaste större samhälle är Las Choapas, 19,5 km nordväst om Francisco Rueda. Trakten runt Francisco Rueda består till största delen av jordbruksmark.